# Horcajuelo de la Sierra
Horcajuelo de la Sierra è un comune spagnolo di 105 abitanti situato nella comunità autonoma di Madrid. Fa parte della comunità di comuni della Sierra del Rincón.